# Lillgöl (Gärdserums socken, Småland)
Lillgöl är en sjö i Åtvidabergs kommun i Småland och ingår i Storåns huvudavrinningsområde.